# Ammothella gibraltarensis
Ammothella gibraltarensis is een zeespin uit de familie Ammotheidae. De soort behoort tot het geslacht Ammothella. Ammothella gibraltarensis werd in 1993 voor het eerst wetenschappelijk beschreven door Munilla. 